# Genética y el origen de las especies
Genética y el origen de las especies (título original en inglés Genetics and the origin of species) es una obra escrita por el genetista ruso-estadounidense Theodosius Dobzhansky en 1937.
De acuerdo a la gran mayoría de los historiadores de la Biología, los conceptos básicos de la teoría sintética están basados esencialmente en el contenido de seis libros, cuyos autores fueron: el naturalista y taxónomo alemán estadounidense Ernst Mayr (1904-2005); el zoólogo británico Julian Huxley (1887–1975); el paleontólogo estadounidense George G. Simpson (1902–1984); el zoólogo germano Bernhard Rensch (1900–1990),  el botánico estadounidense G. Ledyard Stebbins (1906–2000) y el genetista ucraniano Theodosius Dobzhansky (1900–1975).
En el libro de Dobzhansky, Genética y el origen de las especies, se abordan temas tales como la diversidad existente en los organismos, las leyes de la herencia, el concepto de mutación y el destino de las mutaciones en las poblaciones, la selección natural, la formación de razas, los mecanismos de aislamiento reproductivo y la especiación. 
Durante los años 1920 y 1930, varios genetistas teóricos desarrollaron ecuaciones matemáticas para describir el proceso de la selección natural. El libro de Dobzhansky remodeló tales formulaciones en un lenguaje que los biólogos pudieran entender, graficando las ecuaciones con ejemplos de historia natural y de genética experimental de poblaciones, y extendió la teoría sintética de la evolución a la especiación y a otros problemas cardinales omitidos por los matemáticos anteriores.

## Capítulos
El libro incluye los siguientes capítulos:
- Prefacio
- Diversidad orgánica
- Herencia y mutación
- Mutación en las poblaciones
- Selección
- Polimorfismos adaptativos
- Formación de razas
- Mecanismos de aislamiento
- Esterilidad de los híbridos
- Las especies como unidades naturales
- Patrones evolutivos